# Magnus Crusenstolpe
Magnus Crusenstolpe, född 2 november 1724 i Lund, död 13 januari 1805, var en svensk ämbetsman. Han var farfar till Magnus Jacob och Johan Fredrik Sebastian Crusenstolpe. 
Magnus Crusenstolpe var son till överkomministern vid Lunds domkyrka Magnus Corin och hans hustru Maria Magdalena Falckman. Efter att ha tjänstgjort en tid som auskultant i Göta hovrätt, utnämndes han 1751 till auditör vid Södra skånska kavalleriregementet, och följde regementet till Pommern under Pommerska kriget. Därifrån fick han dock snart återvända till Sverige sedan han utnämnts till lantdomare. 1761 blev Crusenstolpe landssekreterare i Jönköping. 
Då han senare förbigicks vid flera assessorsutnämningar anförde han besvär, först hos kungen och senare hos rikets ständer, vilka senare förklarade den skedda utnämningen ogiltig, och istället utnämnde Crusenstolpe till posten. Hans utnämning kom dock att ses som politisk, och han ådrog sig genom sitt handlande Gustav III:s missnöje. År 1769 adlades dock Magnus Corin med namnet Crusenstolpe.
År 1775, sedan Gustav III kommit till makten, ställdes Crusenstolpe med tretton andra hovrättsledamöter till rätta inför en kommission och anklagades för en mängd tjänstefel. Slutet på processen blev att Crusenstolpe och tre andra dömdes förlustiga sina ämbeten. Alla försök han gjorde att återvinna sitt ämbete var fruktlösa, och Crusenstolpe kom att nära ett bittert hat mot kungen, och deltog under resten av sitt liv riksdagarna i oppositionen mot gustavianerna.